# Municipalité de Burwood
Pour les articles homonymes, voir Burwood.
La municipalité de Burwood (en anglais : Municipality of Burwood) est une zone d'administration locale de l'agglomération de Sydney, située dans l'État de Nouvelle-Galles du Sud en Australie, dont le chef-lieu est Burwood.

## Géographie
La municipalité s'étend sur 7 km2 autour de la localité de Burwood, dans l'ouest de l'agglomération de Sydney.

### Quartiers
La municipalité comprend en totalité les quartiers de Burwood, Burwood Heights, Enfield et Enfield South, ainsi qu'une portion de Croydon (partagé avec Inner West), Croydon Park (partagé avec Canterbury-Bankstown et Inner West) et une petite partie de Strathfield (partagé avec Canada Bay et Strathfield).

## Histoire
La municipalité est créée le 27 mars 1874 et l'hôtel de ville est construit en 1877.
En 2015, le gouvernement de Nouvelle-Galles du Sud propose de fusionner Burwood avec Canada Bay et Strathfield pour former une nouvelle zone d'administration locale. En mai 2016, le conseil de Strathfield rejette le projet et dépose un recours devant une cour de justice qui relève des vices juridiques dans le processus, ce qui entraîne sa suspension.

## Démographie
| 2001   | 2006   | 2011   | 2016   | 2021   |
| ------ | ------ | ------ | ------ | ------ |
| 29 381 | 30 926 | 32 423 | 36 809 | 40 217 |

## Politique et administration
Le conseil municipal comprend six membres élus pour quatre ans ainsi que le maire élu directement pour la même durée. À la suite des élections du 4 décembre 2021, les travaillistes détiennent la majorité absolue avec quatre sièges, auxquels s'ajoutent deux libéraux et un vert. Les dernières élections ont eu lieu le 14 septembre 2024.

### Liste des maires
| Période | Période  | Identité             | Étiquette    | Qualité |
| ------- | -------- | -------------------- | ------------ | ------- |
| 2008    | 2009     | Lesley Furneaux-Cook |              |         |
| 2009    | 2011     | John Sidoti          | Libéral      |         |
| 2011    | En cours | John Faker           | Travailliste |         |